# Henning Schulzrinne
Henning Schulzrinne es profesor titular y director del Internet Real-Time Laboratory, de la Universidad de Columbia. Es coautor de RTSP, RTP y SIP, protocolos clave para la comunicación de audio y vídeo sobre Internet. Henning recibió su B.S en Ingeniería Eléctrica e Industrial por la Universidad de Darmstadt, Alemania; si M.S en Ingeniería Eléctrica e Informática por la Universidad de Cincinnati, y su Ph.D. en Ingeniería Eléctrica por la Universidad de Massachusetts, Amherts.